# Cyrtopodium
Cyrtopodium ou cirtopódio é um género botânico pertencente à família das orquídeas (Orchidaceae). O gênero Cyrtopodium foi proposto por Robert Brown, em 1813, publicado em Hortus Kewensis 5: 216. A espécie tipo é o Cyrtopodium andersonii (Lamb. ex Andrews) R.Br., antes Cymbidium andersonii Lambert ex Andrews. O nome do gênero vem do grego kyrtos, inclinado, e podium, pé, provável referência à inclinação do pé da coluna de suas flores.
Cyrtopodium agrupa mais de quarenta espécies terrestres ( ex:C. eugenii, C. brandonianum), rupícolas ( ex. C. aliciae, C. cardiochilum), epífitas ( ex. C. palmifrons, C. punctatum) e paludículas ( ex. C. hatschbachii, C. fowliei), popularmente conhecidas como sumaré ou rabo de tatu, que existem desde a Flórida (Everglades) até a Argentina. A maioria das espécies ocorrem no Brasil (algumas delas endêmicas), onde a espécie é encontrada em praticamente todos os estados e em todos os biomas brasileiros, vegetando desde a região litorânea (ex. C. holstii, C. gigas) à floresta amazônica (C. cachimboense, C. roraimense), em campos rupestres e de altitude de grandes cadeias montanhosas (ex. C. cipoense, C. glutiníferum), nas pradarias e campos gerais do sul do país (ex. C. kleinii, C. dusenii) e também em veredas e áreas brejosas (ex. C. paludicolum, C. lissochiloides), além das espécies epífitas (ex. C. gigas, C. santlegerianum), que geralmente são encontradas preferencialmente hospedadas em troncos de palmeiras.
Estas espécies, de porte muito variável, porém na maioria das vezes robustas, apresentam pseudobulbos agrupados, que em algumas espécies são baixos e espessos (alguns vegetam completamente enterradas no solo), em outras altos e mais delgados, chegando a superar os setenta centímetros de altura, envoltos em bainhas foliares. A largura e altura da folha varia muito de espécie para espécie, havendo algumas com menos de 1 cm de largura e 10 cm de altura(C. linearifolium), a outras com folhas largas alcançando 10 cm de largura (C. cardiochilum) e mais de 1m de altura (C. paludicolum), disticamente organizadas e nervuradas, caducas, de lâmina articulada e ápice acuminado.
A inflorescência é sempre vigorosa e abundante, brota da base do pseudobulbo, podendo ter de alguns centimetros (C. linearifolium, C. dusenii) a mais de 1 m de altura (C. paludicolum), pode ser racemosa ou paniculada, ereta, e carrega-se de flores de tamanho e cor variado conforme a espécie, protegidas por grandes brácteas vistosas, unduladas e coloridas, que em alguns casos parecem fazer parte das flores. Estas, que à primeira vista lembram Oncidium,  são ressupinadas, em regra crespas, com cerca de três centímetros de diâmetro geralmente amarelas, raro esverdeadas, com ou sem pintas marrons ou avermelhadas.
O labelo de suas flores, mais ou menos trilobado, apresenta complicado calo verrucoso ou tuberculado no disco, é unguiculado e articulado ao ápice do pé da coluna. Os lobos laterais eretos, o terminal menor. A coluna é levemente arqueada, com antera terminal, duas polínias cartilaginosas, e viscídio curto.
Trata-se de um género bastante resistente, necessita de alta luminosidade e um grande período de insolação, além de grande aeração para um bom desenvolvimento. As espécies de hábito terrestre e principalmente as de hábito rupícula apresentam uma baixa tolerância ao excesso de umidade, isso porque a maioria das espécies do género passam por um período anual de estresse hídrico, ou seja, um período geralmente de 6 meses em média sem chuva, mas como já mencionado, isso não se aplica a todas as espécies. Para as plantas de habito paludícula não existe esse período, uma vez que elas vegetam em substrato permanentemente encharcado.

## Espécies
- Cyrtopodium aliciae ( L.Linden & Rolfe, Lindenia 8: 23 (1892).
- Cyrtopodium andersonii ( (Lamb. ex Andrews) R.Br. in W.T.Aiton, Hortus Kew. 5: 216 (1813).
- Cyrtopodium blanchetii ( Rchb.f., Linnaea 22: 852 (1850).
- Cyrtopodium braemii ( L.C.Menezes, Bol. CAOB 5(3): 26 (1993).
- Cyrtopodium brandonianum ( Barb.Rodr., Gen. Spec. Orchid. 1: 132 (1877).
- Cyrtopodium brunneum ( J.A.N.Bat. & Bianch., Brittonia 56: 262 (2004).
- Cyrtopodium cachimboense ( L.C.Menezes, Bol. CAOB 26: 22 (1996).
- Cyrtopodium caiapoense ( L.C.Menezes, Bol. CAOB 34: 104 (1998).
- Cyrtopodium cipoense ( L.C.Menezes, Bol. CAOB 33: 72 (1998).
- Cyrtopodium confusum ( L.C.Menezes, Bol. CAOB 69/70: 03(2008).
- Cyrtopodium cristatum ( Lindl., Edwards's Bot. Reg. 27: t. 8 (1841).
- Cyrtopodium dusenii ( Schltr., Repert. Spec. Nov. Regni Veg. 16: 334 (1920).
- Cyrtopodium eugenii ( Rchb.f. & Warm. in H.G.Reichenbach, Otia Bot. Hamburg.: 89 (1881).
- Cyrtopodium flavum' ( (Nees) Link & Otto ex Rchb., Iconogr. Bot. Exot. 3: 7 (1830).
- Cyrtopodium fowliei ( L.C.Menezes, Orchid Digest 59: 17 (1995).
- Cyrtopodium gigas ( (Vell.) Hoehne, Fl. Bras. 5(12; 6): 13 (1942).
- Cyrtopodium glutiniferum ( Raddi, Mem. Mat. Fis. Soc. Ital. Sci. 19(2): 220 (1823).
- Cyrtopodium gonzalezii ( L.C.Menezes,, Orchid Digest 59: 17 (1995).
- Cyrtopodium graniticum ( G.A.Romero & Carnevali, Harvard Pap. Bot. 4: 512 (1999).
- Cyrtopodium hatschbachii ( Pabst, Bradea 2: 273 (1978).
- Cyrtopodium holstii (  L.C.Menezes, Schlechteriana 4: 149 (1993).
- Cyrtopodium josephense ( Barb.Rodr., Vellosia, ed. 2, 1: 127 (1891).
- Cyrtopodium kleinii ( J.A.N.Bat. & Bianch., Darwiniana 43: 75 (2005).
- Cyrtopodium lamellaticallosum ( J.A.N.Bat. & Bianch., Brittonia 56: 269 (2004).
- Cyrtopodium latifolium ( Bianch. & J.A.N.Bat., Lindleyana 15: 222 (2000).
- Cyrtopodium linearifolium ( J.A.N.Bat. & Bianch., Lindleyana 16: 226 (2001).
- Cyrtopodium lissochiloides( Hoehne & Schltr., Anexos Mem. Inst. Butantan, Secç. Bot. 1(2): 40 (1921).
- Cyrtopodium longibulbosum ( Dodson & G.A.Romero, Lindleyana 8: 193 (1993).
- Cyrtopodium macedoi ( J.A.N.Bat. & Bianch., Novon 16: 17 (2006).
- Cyrtopodium macrobulbum ( (Lex.) G.A.Romero & Carnevali, Harvard Pap. Bot. 4: 331 (1999).
- Cyrtopodium minutum ( L.C.Menezes, Orquidário 18: 125 (2004).
- Cyrtopodium naiguatae ( Schltr., Repert. Spec. Nov. Regni Veg. Beih. 6: 43 (1919).
- Cyrtopodium pallidum ( Rchb.f. & Warm. in H.G.Reichenbach, Otia Bot. Hamburg.: 89 (1881).
- Cyrtopodium palmifrons ( Rchb.f. & Warm. in H.G.Reichenbach, Otia Bot. Hamburg.: 88 (1881).
- Cyrtopodium paludicolum ( Hoehne, Relat. Commiss. Linhas Telegr. Estratég. Matto Grosso Amazonas 4: 24 (1912).
- Cyrtopodium paniculatum ( (Ruiz & Pav.) Garay, Caldasia 8: 524 (1962).
- Cyrtopodium parviflorum ( Lindl., London J. Bot. 2: 672 (1843).
- Cyrtopodium pflanzii ( Schltr., Repert. Spec. Nov. Regni Veg. Beih. 10: 49 (1922).
- Cyrtopodium poecilum ( Rchb.f. & Warm. in H.G.Reichenbach, Otia Bot. Hamburg.: 89 (1881).
- Cyrtopodium podophyllum ( (Vell.) Pabst ex F. Barros, Acta Bot. Bras. 8(1): 12. 1994.)
- Cyrtopodium punctatum ( (L.) Lindl., Gen. Sp. Orchid. Pl.: 188 (1833).
- Cyrtopodium saintlegerianum ( Rchb.f., Flora 68: 301 (1885).
- Cyrtopodium schargellii ( G.A.Romero, Aymard & Carnevali, Harvard Pap. Bot. 10: 123 (2005).
- Cyrtopodium triste ( Rchb.f. & Warm. in H.G.Reichenbach, Otia Bot. Hamburg.: 90 (1881).
- Cyrtopodium vernum ( Rchb.f. & Warm. in H.G.Reichenbach, Otia Bot. Hamburg.: 89 (1881).
- Cyrtopodium virescens ( Rchb.f. & Warm. in H.G.Reichenbach, Otia Bot. Hamburg.: 89 (1881).
- Cyrtopodium willmorei ( Knowles & Westc., Fl. Cab. 1: t. 4 (1837).
- Cyrtopodium witeckii ( L.C.Menezes, Boletim CAOB 75: 58 (2009).
- Cyrtopodium withnerii ( L.C.Menezes, Orchid Digest 60: 13 (1996).

## Nothospecies
1. Cyrtopodium × intermedium Brade, Arq. Serv. Florest. 1(1): 44 (1939). = (Cyrtopodium gigas × Cyrtopodium glutiniferum)